# Награды Автономной Республики Крым
Награды Автономной Республики Крым — награды Автономной Республики Крым. 
Награды были установлены 21 октября 1998 года в соответствии с подпунктом 32 пункта 2 статьи 26 и подпунктом 5 пункта 1 статьи 31 Конституции Автономной Республики Крым. 
Согласно российскому законодательству награды были де-факто упразднены 17 июля 2014 года Законом Республики Крым № 34-ЗРК «О государственных наградах Республики Крым». Украинским законодательством они не упразднялись.

## Высшая награда
| Изображение награды | Наименование награды        | Дата учреждения     | Правила награждения | Источник                                |
| ------------------- | --------------------------- | ------------------- | --- | --------------------------------------- |
|                     | Звание «Почётный крымчанин» | 21 апреля 1999 года | Звание «Почетный крымчанин» является высшим знаком отличия и присваивается решением Верховной Рады Автономной Республики Крым за выдающиеся личные заслуги перед Автономной Республикой Крым. | Положение о звании «Почетный крымчанин» |

## Почётный знак и знаки отличия
| Изображение награды | Наименование награды                                                  | Дата учреждения     | Правила награждения | Источник                                                                           |
| ------------------- | --------------------------------------------------------------------- | ------------------- | --- | ---------------------------------------------------------------------------------- |
|                     | Почётный знак Автономной Республики Крым «За верность долгу»          | 20 июня 2001 года   | Знак отличия за особые заслуги при выполнении гражданского и служебного долга. Награждаются: - за выдающийся вклад в социально-экономическое и культурное развитие Автономной Республики Крым; - за инициативу и самоотверженность, проявленные при исполнении служебного и гражданского долга; - за мужество и героизм, проявленные в экстремальных ситуациях, связанных с риском для жизни. | Положение о Почётном знаке Автономной Республики Крым «За верность долгу»          |
|                     | Знак отличия Автономной Республики Крым «За отвагу на пожаре»         | 28 апреля 2004 года | Знак отличия за особые заслуги при выполнении гражданского и служебного долга. Награждаются лица рядового и начальствующего состава, работники органов пожарной охраны и члены добровольной пожарной охраны и другие граждане за доблесть, отвагу и самоотверженность, проявленные: - при тушении пожаров, спасении людей и имущества предприятий, учреждений и организаций, природных ресурсов Крыма от огня; - при предотвращении взрыва или пожара; - в других экстремальных ситуациях, требующих действий в соответствии с Боевым уставом пожарной охраны Украины.                                                      | Положение о знаке отличия Автономной Республики Крым «За отвагу на пожаре»         |
|                     | Знак отличия Автономной Республики Крым «За заслуги в поисковом деле» | 21 июня 2013 года   | Награды за особые заслуги при выполнении гражданского и служебного долга. Награждаются участники поисковых отрядов, музейные и архивные работники, другие лица: - за выдающийся вклад в поисковое дело по обнаружению ранее не погребенных останков жертв войны, погибших на Крымском полуострове в годы Великой Отечественной войны и другие исторические периоды; - за активную военно-патриотическую работу и деятельность по сохранению и созданию объектов культурного наследия военно-исторического характера; - за заслуги в розыске, установлении и увековечении неизвестных имен защитников и освободителей Крыма. | Положение о знаке отличия Автономной Республики Крым «За заслуги в поисковом деле» |

## Почётные звания
| Изображение награды | Наименование награды                       | Дата учреждения     | Правила награждения | Источник                                                                                                  |
| ------------------- | ------------------------------------------ | ------------------- | --- | --- |
|                     | Почётные звания Автономной Республики Крым | 21 апреля 1999 года | Почетные звания Автономной Республики Крым: - «Заслуженный работник промышленности Автономной Республики Крым», - «Заслуженный энергетик Автономной Республики Крым», - «Заслуженный экономист Автономной Республики Крым», - «Заслуженный работник транспорта Автономной Республики Крым», - «Заслуженный работник курортов и туризма Автономной Республики Крым», - «Заслуженный артист Автономной Республики Крым», - «Заслуженный работник культуры Автономной Республики Крым», - «Заслуженный деятель искусств Автономной Республики Крым», - «Заслуженный учитель Автономной Республики Крым», - «Заслуженный работник образования Автономной Республики Крым», - «Заслуженный врач Автономной Республики Крым», - «Заслуженный работник здравоохранения Автономной Республики Крым», - «Заслуженный работник агропромышленного комплекса Автономной Республики Крым», - «Заслуженный строитель Автономной Республики Крым», - «Заслуженный архитектор Автономной Республики Крым», - «Заслуженный работник сферы услуг Автономной Республики Крым», - «Заслуженный работник физической культуры и спорта Автономной Республики Крым», - «Заслуженный журналист Автономной Республики Крым», - «Заслуженный юрист Автономной Республики Крым», - «Заслуженный художник Автономной Республики Крым», - «Заслуженный деятель науки и техники Автономной Республики Крым», - «Заслуженный работник социальной сферы Автономной Республики Крым», - «Заслуженный работник водного хозяйства Автономной Республики Крым», - «Заслуженный работник природоохранного комплекса Автономной Республики Крым», - «Заслуженный работник виноградарства и виноделия Автономной Республики Крым»; - «Заслуженный работник местного самоуправления в Автономной Республике Крым»; - «Заслуженный работник лесного и охотничьего хозяйства Автономной Республики Крым»; - «Заслуженный геолог Автономной Республики Крым»; - «Заслуженный землеустроитель Автономной Республики Крым». | Перечень почетных званий Автономной Республики Крым, их учреждение, размер единовременного вознаграждения |

## Премии
| Изображение награды | Наименование награды                                                                | Дата учреждения     | Правила награждения | Источник                                                                                         |
| ------------------- | ----------------------------------------------------------------------------------- | ------------------- | --- | ------------------------------------------------------------------------------------------------ |
|                     | Премия Автономной Республики Крым                                                   | 21 апреля 1999 года | Премия является знаком отличия: - за выдающиеся достижения в области литературы, культуры, искусства, науки и техники, воплощенные уникальные архитектурные и строительные проекты; - за значительные достижения в области промышленности, топливно-энергетического комплекса, энергетики, сельского хозяйства, здравоохранения, развития курортов, которые получили общественное признание; - за вклад в миротворческую деятельность, развитие и процветание Крыма. Ежегодно присуждаются премии в следующих номинациях: - литература (поэзия, проза, публицистика, драматургия, перевод, юмор, сатира); - изобразительное искусство (живопись, графика, скульптура, народное искусство, фотоискусство); - музыка и исполнительское мастерство; - театральное искусство, кинематография, телевидение, журналистика; - архитектура и строительство; - наука и научно-техническая деятельность; - работы для детей и юношества (по всем номинациям); - здравоохранение, курорты; - образование; - промышленность, топливо и энергетика; - агропромышленный комплекс; - вклад в миротворческую деятельность, развитие и процветание Крыма. | Положение о Премии Автономной Республики Крым, размер Премии АРК                                 |
|                     | Премия Автономной Республики Крым педагогическим и научно-педагогическим работникам | 21 апреля 1999 года | Премииприсуждаются: - за особые успехи в обучении и воспитании учащихся и студентов, за деятельность, направленную на обеспечение доступности образования и получение качественного образования; - за обновление содержания и методического обеспечения учебно-воспитательного процесса, разработку и внедрение новых технологий, способствующих повышению качества образования и воспитания; - за создание учебников, учебных пособий, педагогических программных средств обучения, в том числе электронных; - за создание условий для получения качественного образования детьми-сиротами и детьми, лишенными родительской опеки, лицами, требующими коррекции физического и умственного развития; - за подготовку победителей III этапа Всеукраинских олимпиад по базовым и специальным дисциплинам, занявших первые места, IV этапа Всеукраинских олимпиад по базовым и специальным дисциплинам, международных олимпиад, занявших 1 — 3 места; членов Малой академии наук учащейся молодежи Автономной Республики Крым «Искатель», занявших первые места в республиканских, 1 — 3 места во всеукраинских, международных олимпиадах, конкурсах, научных конференциях, соревнованиях; - педагогическим работникам, занявшим первые места в III (республиканском) туре Всеукраинского конкурса «Учитель года», 1 — 3 места в IV туре Всеукраинского конкурса «Учитель года»; - за другие результаты педагогической и научно-педагогической деятельности, влияющие на решение проблем обучения и воспитания подрастающего поколения. | Положение о премиях Автономной Республики Крым педагогическим и научно-педагогическим работникам |
|                     | Премия Автономной Республики Крым медицинским работникам                            | 21 апреля 1999 года | Премии присуждаются в следующих номинациях: - «За лучшее оказание квалифицированной медицинской помощи населению» (пять премий); - «За оказание качественной медицинской помощи в сельской местности» (пять премий); - «За вклад в развитие специализированной и высокоспециализированной медико-санитарной помощи, внедрение высокотехнологичных методов в лечение» (пять премий); - «Лучшему семейному врачу» (пять премий); - «Лучшей бригаде скорой медицинской помощи» (две премии); - «За высокие достижения в сфере охраны матери и ребёнка» (две премии); - «За верность профессии» (одна премия). | Положение о премии Автономной Республики Крым медицинским работникам                             |
|                     | Премия Автономной Республики Крым работникам социальной сферы                       | 25 июля 2012 года   | Премия присуждаются: - за высокий профессионализм, добросовестный труд, направленный на поддержку незащищенных слоев населения; - за использование в своей работе теоретических знаний и практических навыков, творческий подход, новаторские идеи и новые социальные технологии, способствующие совершенствованию качества предоставляемых социальных услуг; - за инициативу в работе, высокую степень ответственности, исполнительскую обязательность, стремление накапливать опыт и совершенствовать свой профессиональный уровень, обобщение и распространение передового опыта деятельности учреждений социального обслуживания, осуществление наставнической деятельности; - за значительный вклад в реализацию государственной политики по вопросам пенсионного обеспечения; - за другие результаты деятельности, влияющие на повышение качества жизни обслуживаемых граждан. | О премиях Автономной Республики Крым работникам социальной сферы                                 |

## Почетная грамота и благодарность Верховного Совета
| Изображение награды | Наименование награды                                                     | Дата учреждения   | Правила награждения | Источник                                                                          |
| ------------------- | ------------------------------------------------------------------------ | ----------------- | --- | --------------------------------------------------------------------------------- |
|                     | Почётная грамота Президиума Верховного Совета Автономной Республики Крым | 14 июня 1999 года | Почетная грамота является знаком отличия Автономной Республики Крым, которым награждаются граждане Украины, граждане других государств, а также трудовые коллективы предприятий, учреждений и организаций независимо от форм собственности, внесшие весомый вклад в развитие автономии. Почетной грамотой награждаются лица (кроме трудовых коллективов), ранее награждённые государственными наградами, знаками отличия Автономной Республики Крым и Совета министров Автономной Республики Крым, ведомственными поощрениями. | Положение о Почетной грамоте Президиума Верховной Рады Автономной Республики Крым |
|                     | Благодарность Председателя Верховного Совета Автономной Республики Крым  | 17 мая 2011 года  | Благодарность является знаком отличия Председателя Верховной Рады Автономной Республики Крым. | Положение о Благодарности Председателя Верховной Рады Автономной Республики Крым  |

## Награды Совета министров
| Изображение награды | Наименование награды                                                                                | Дата учреждения               | Правила награждения | Источник |
| ------------------- | --------------------------------------------------------------------------------------------------- | ----------------------------- | --- | --- |
|                     | Почётная грамота Совета министров Автономной Республики Крым                                        | 26 августа 2003 года          | Почетная грамота является высшим знаком отличия Совета министров Автономной Республики Крым. К награждению Почетной грамотой представляются граждане, внесшие значительный вклад в экономическое, научно-техническое и социально-культурное развитие Автономной Республики Крым, активную гражданскую, миротворческую, благотворительную и общественную деятельность, защиту государственных интересов, высокое профессиональное мастерство, многолетний добросовестный труд и другие особые заслуги перед автономией, предприятия, учреждения, организации независимо от формы собственности, их трудовые коллективы, объединения граждан, а также районы, города, села, поселки. Награждение Почетной грамотой приурочивается к государственным и профессиональным праздникам, юбилейным датам, знаменательным событиям.          | Постановление Совета министров Автономной Республики Крым от 26 августа 2003 года № 464 «О знаках отличия Совета министров Автономной Республики Крым»                                             |
|                     | Премия Совета министров Автономной Республики Крым                                                  | 28 декабря 1999 года          | Премия Совета министров Автономной Республики Крым является высшей наградой Совета министров Автономной Республики Крым за наиболее выдающиеся достижения в развитии народнохозяйственного комплекса автономии. Премия присуждается в следующих номинациях: - промышленность; - топливо и энергетика; - агропромышленный комплекс; - курортное строительство и туризм; - здравоохранение; - образование и прикладная наука; - водное и лесное хозяйство; - культура, физкультура и спорт; - достижения в труде на благо Крыма. Премия присуждается соискателям, как правило, не по совокупности заслуг, а за конкретные достижения за последние 3 года. Неосуществленные проекты, разработки, концепции и т.п. не рассматриваются.                                                                                                  | Постановление от 28 декабря 1999 года № 516 «О премии Совета Министров Автономной Республики Крым»                                                                                                 |
|                     | Благодарность Председателя Совета министров Автономной Республики Крым                              | 26 августа 2003 года          | Благодарность является знаком отличия Совета министров Автономной Республики Крым. К поощрению Благодарностью представляются граждане, внесшие значительный вклад в экономическое, научно-техническое и социально-культурное развитие Автономной Республики Крым, активную гражданскую, миротворческую, благотворительную и общественную деятельность, защиту государственных интересов, высокое профессиональное мастерство, многолетний добросовестный труд и другие особые заслуги перед автономией, предприятия, учреждения, организации независимо от формы собственности, их трудовые коллективы, объединения граждан, а также районы, города, села, поселки. Поощрение приурочивается к государственным и профессиональным праздникам, юбилейным датам, знаменательным событиям.                                             | Постановление Совета министров Автономной Республики Крым от 26 августа 2003 года № 464 «О знаках отличия Совета министров Автономной Республики Крым»                                             |
|                     | Знак отличия Совета министров Автономной Республики Крым «За милосердие имени Даши Севастопольской» | 29 марта 2013 года            | К награждению знаком отличия представляются дипломированные медицинские сестры, фельдшеры, акушерки, младшие медицинские сестры, внесшие значительный вклад в оказание медицинской помощи населению Автономной Республики Крым, преданно исполняющие свой профессиональный долг, за многолетний добросовестный труд и другие особые заслуги. Награждение знаком отличия приурочивается к Международному дню медицинской сестры. | Постановление Совета министров Автономной Республики Крым 29 марта 2013 года № 58 «О внесении изменений в постановление Совета министров Автономной Республики Крым от 26 августа 2003 года № 464» |
|                     | Памятный знак «70 лет освобождения Крыма от фашистских захватчиков»                                 | 17 апреля 2013 года (продлён) | Памятный знак вручался гражданам: - ветеранам армии и флота, участникам операции по освобождению Крыма и Севастополя от немецко-фашистских захватчиков, участникам ликвидации их шпионско-диверсионных групп, участникам послевоенного возрождения, восстановления и строительства; - гражданам Республики Крым и города федерального значения Севастополь, принимающим активное участие в военно-патриотической работе и деятельности по увековечению памяти павших защитников Отечества; - государственным и общественным деятелям, руководителям органов государственной власти и ветеранских организаций, иным лицам, внесшим значительный вклад в развитие ветеранского движения, системы патриотического воспитания, активно участвующим в работе по социальной, медицинской реабилитации воинов Великой Отечественной войны. | Постановление ВР АРК от 17 апреля 2013 года № 1234-6/13 «Об учреждении нагрудного памятного знака "70 лет освобождения Крыма от фашистских захватчиков"» ---                                       |

### Ранее упразднённые награды
| Изображение награды | Наименование награды                          | Дата учреждения     | Дата упразднения    | Правила награждения | Источник                                                            |
| ------------------- | --------------------------------------------- | ------------------- | ------------------- | --- | ------------------------------------------------------------------- |
|                     | Почётный гражданин Автономной Республики Крым | 17 апреля 1997 года | 21 апреля 1999 года | Звание «Почетный гражданин Автономной Республики Крым» присваивалось за выдающиеся личные заслуги перед Автономной Республикой Крым. | Постановление Верховного Совета АРК от 17 апреля 1997 года № 1148-1 |